# Поливной
Поливной — посёлок в Сальском районе Ростовской области.
Входит в состав Будённовского сельского поселения.

## География

### Улицы
- ул. Лесная,
- ул. Северная,
- ул. Советская,
- ул. Строительная.

## История
В 1987 году указом ПВС РСФСР поселку второго производственного отделения конезавода им. Буденного присвоено наименование Поливной.

## Население
| 2010 |
| ---- |
| 407  |